# Chou Wen-chung
Chou Wen-chung (en chinois : 周文中 ; pinyin : Zhōu Wénzhōng ; né le 28 juillet 1923 à Yantai (Chefoo, Shandong, Chine) et mort le 25 octobre 2019 à Manhattan, est un compositeur de musique contemporaine sino-américain. 
Il a émigré en 1946 aux États-Unis et, naturalisé en 1958, il a reçu sa formation musicale au New England Conservatory et à l'université de Columbia. Chou Wen-chung est crédité par Nicolas Slonimsky comme ayant été l'un des premiers compositeurs chinois qui a tenté de traduire la fluidité extrême-orientale dans la musique moderne occidentale.

## Biographie

### Jeunesse chinoise
Chou Wen-chung a grandi en Chine et développé un amour précoce pour la musique (voir Sights and Sounds, un essai de Chou Wen-chung sur les premières influences sur sa musique.) La musique de la cithare Qin en particulier s'est avérée fertile pour ses explorations futures. Chou  Wen-chung décrit ses premières explorations des instruments de musique :

« Alors à Qingdao, j'ai découvert d'abord la signification de la musique dans la vie, quand j'ai entendu notre aide ménagère, profitant de son temps libre pour jouer quelque instrument, chanter et boire. J'ai aussi été fasciné par l'harmonium à pédales. Dans un premier temps, j'ai joué celui-ci comme de l'accélérateur d'une voiture, puis découvert leur effet dynamique... Toutefois, c'est à Wuhan, que j'ai découvert le violon, avec mes frères aînés, lorsque j'ai acheté un petit violon pour enfant comme un jouet. Mon frère aîné, Wen-tsing, a tout de suite commencé des leçons et m'a recruté en tant qu' « élève » ! J'ai joué le erhu traditionnel, et étudié le violon et découvert par moi-même divers instruments, tels que la mandoline, l'harmonica et la scie musicale. »

Au cours de la Seconde Guerre mondiale, il s'est persuadé d'étudier le génie civil, afin de permettre la modernisation de la Chine. Après l'école secondaire, Chou étudie l'Architecture à la Saint John's University de Shanghai. Chou déclare, dans sa biographie : « J'ai choisi l'architecture comme un compromis entre l'art et la science, largement influencé par le commentaire sur l'architecture, « musique figée », de John Ruskin. »
Au bout d'un semestre, les études de Chou Wen-chung sont interrompues en raison du début de la Seconde Guerre mondiale. Devant déménager, il poursuit ses études à Université du Guangxi à Nanning et à l'Université de Chongqing. À l'Université du Guangxi pendant la période 1942-1944, il réussit à trouver le temps de composer de la musique de lui-même et découvrir la culture occidentale à travers la lecture des livres de la bibliothèque, en dépit des raids aériens nocturnes et ses études de génie civil. Chou doit se déplacer à nouveau en 1944 et poursuit ses études à l'Université de Chongqing, où il sort diplômé en Architecture.

### États-Unis
En 1946, Chou Wen-chung refuse une bourse d'études en architecture de l'Université Yale, afin de continuer l'étude de la musique avec Nicolas Slonimsky au New England Conservatory (1946–1949) et avec Edgard Varèse et Otto Luening à New York (1954). Dans une conversation avec Frank J. Oteri publié sur NewMusicBox en 2013, Chou décrit les difficultés qu'il avait à l'époque : 

« Pendant plus d'une semaine, je suis resté dans ma chambre. Je n'arrivais pas à me décider si je voulais vraiment continuer avec cette bourse. Pouvez-vous le croire? La seule façon qui m'était donnée de venir dans ce pays était d'obtenir une bourse d'études à Yale et de m'inscrire en tant qu'étudiant. Donc, je suis allé voir le doyen, en disant que j'avais décidé de ne pas [continuer]. Ayant [plus tard] été un doyen moi-même, je comprends ce qu'il éprouvait. Mais je sentais que je n'avais pas le choix. Cela vous montre une autre chose importante sur ce que c'est qu'être un artiste. Si vous avez la conviction de votre art, vous devez être audacieux. Vous ne vous souciez pas de ce que les critiques ou d'autres artistes diraient. Vous vous apprêtez à le faire. Vous devez comprendre les risques que j'ai pris. On m'a donné une énorme bourse. Je n'avais jamais eu d'autre argent. Je ne pouvais pas survivre. D'ailleurs j'avais un problème avec le bureau de l'immigration du gouvernement Américain, puisque mon visa a été établi à Yale. Mais je n'ai jamais pensé à ces questions. J'ai pris un train de retour à Boston, où mon frère vivait, et j'ai pensé qu'il pourrait me jeter dehors ou me renvoyer en Chine. Mais non. Il a ramassé une lettre et dit, « C'est une lettre de notre père, lis-là ». Je l'ai ouvert. C'était  l'écriture manuscrite de mon père : « je sais que Wen-chung veut vraiment être compositeur, et étudier la musique. S'il doit, laisse le faire. »

Chou Wen-chung étudie la composition avec Otto Luening à l'université de Columbia de New York. De 1949 à 1954, il rencontre Edgard Varèse et prend des leçons privées avec lui. Plus tard, Varèse est devenu mentor à vie et ami de Chou Wen-chung.
Synthétiser les sonorités occidentales et orientales a été la quête poursuivie tout au long de la vie de Chou Wen-chung. Au cours des premières années de composition de Chou, à New York, une expérience a changé la perspective de Chou sur la façon d'intégrer différents éléments culturels. Peter Chang décrit cet incident en détail :

« À l'occasion, Chou Wen-chung a montré à Bohuslav Martinů ses fugues à l'assaisonnement chinois. Il a commencé à déchiffrer au piano et tout à coup, s'est arrêté après quelques mesures. Il regarda Chou et a prononcé simplement un mot : « pourquoi ? ». Chou ne pouvais pas répondre. Cet embarras l'a profondément perturbé et lui fit comprendre que la substitution des modes pentatoniques pour l’échelle des sept sons de la fugue, forme élaborée dans la tradition heptatonique, c'était comme mettre des mots chinois dans la bouche de Bach. La fugue était le langage naturel de Bach, mais pas le sien. Chou pense que ce fut l'une des plus grandes leçons qu'il ait jamais eu, parce qu'en commençant par le mot « pourquoi », il avait à répondre à ses propres questions avant d'aller de l'avant. »

Après cette expérience et avec les encouragements de Slonimsky, Chou Wen-chung décide de ne pas chercher une combinaison artificielle de la mélodie Chinoise et de l'harmonie occidentale, mais plutôt à l'étude de la musique de la culture Chinoise et avec sérieux.
La rencontre de Chou Wen-chung avec la culture occidentale l'a aidé à voir et apprécier sous une nouvelle lumière, sa propre culture. Pour réapprendre et interpréter sa propre tradition, en 1955, Chou retourne en Chine pour deux années à la recherche de la musique et du théâtre classique Chinois. Slonimsky a commenté la façon dont Chou Wen-chung a fusionné avec succès deux matériaux musicaux apparemment incompatibles. Il écrit : « lorsque les mélodies pentatoniques de l'Orient sont harmonisées de cette manière classique, l'incompatibilité entre la mélodie et le cadre harmonique est telle que l'essence même de la mélodie orientale est détruite. Encore plus difficile est la représentation des intervalles microtonales  propres à certains pays de l'Orient... Chou Wen-chung est peut-être le premier compositeur chinois qui a tenté de traduire authentiquement  la rythmique mélo extrême-orientale authentique dans la musique moderne occidentale... Il pose le problème de la conciliation entre mélodique pentatonicism et de dissonance ».
En 1954, il est premier adjoint technique du laboratoire de musique électronique de Columbia et simultanément, nommé directeur d'un projet de recherche sur la musique et le théâtre chinois. Ces recherches ont renforcé ses propres convictions esthétiques et l'ont conduit à synthétiser les théories de la calligraphie, le qin, les tons uniques et le Yi King, qui tous représentent de nouvelles voies dans sa pensée compositionnelle. En tant que président de la division de la musique à l'Université Columbia, il a joué un rôle dans la prestation de son programme de composition avec un sens clair de la vision artistique,. Chou s'est aussi distingué en tant que vice-doyen de l'École des Arts et directeur du centre Fritz Reiner pour la Musique Contemporaine à l'Université Columbia (1964). Parmi ses élèves les plus remarquables on trouve Zhou Long, Chen Yi, Tan Dun, Chinary Ung, Ge Gan-ru, Bright Sheng, James Tenney, Jing Jing Luo, Michael Rosenzweig, Faye-d'Ellen Silverman et Jacques-Louis Monod. 
Il est naturalisé en 1958.

## Carrière
Proche du compositeur français naturalisé américain Edgard Varèse, Chou Wen-chung réalise l'achèvement définitif de Nocturnal à partir des esquisses « très fragmentaires, éparses » laissées par Varèse avant sa mort. Il supervise également l'édition moderne de ses partitions chez Ricordi. Dans sa musique, Chou Wen-chung cherche à propager les concepts varésiens, mais aussi d'aller au-delà de l'ombre de son maître. De la tradition purement occidentale de Varèse, la musique de Chou évolue de la pollinisation interculturelle, l'intégration de l'Est et l'Ouest, avec compréhension requise des deux cultures. Il peut être considéré comme le fondateur de l'idiome musical contemporain chinois, celui dont la musique établit la norme et un exemple à imiter pour les générations suivantes.
Les idées révolutionnaires de Chou Wen-chung ont permis une perception plus large et assimilée de la musique chinoise par les savants et les profanes de Est et de l'Ouest. Il reconnaît la contribution intrinsèque de la musique du qin et le concept des tons uniques à la musique Chinoise, et plus important encore, il reconnaît leur valeur pour les compositeurs. ("The Twain Meet" par Leighton Kerner.) Également important pour sa musique est le raffinement des hauteurs individuelles. Il croit que l'Occident a maîtrisé les structures formelles, alors que l'Est reste insurpassable dans le contrôle des inflexions subtiles des tonalités. En émulant l'Ouest de la réussite dans la conception formelle, il emploie ces nuances non pas seulement comme décoration, mais comme un élément de structure. L'art de la calligraphie, dans ses différents niveaux de sens, sert constamment à la musique, de fondement philosophique. Une spontanéité contrôlée et une intensité tranquille, dérivée d'une connaissance intime de son art et sa culture, ainsi qu'un processus de croissance comme organique et inévitable que celle de la nature, restent des éléments stylistiques. En fin de compte, il ne cherche pas tant à fusionner les traditions orientales et occidentales, mais à intégrer et transcender les idiomes et les techniques contemporaines pour créer un style intimement personnelle qui reflète une véritable sensibilité moderne ("Chou Wen-chung" par Nicolas Slonimsky).
Chou Wen-chung a écrit pour une variété de médias. Ses œuvres ont été jouées par les orchestres de Chicago, Philadelphie, New York, San Francisco, Berlin, Paris et Tokyo. Il a reçu des subventions des fondations Rockefeller, Guggenheim (1957/1959) et Koussevitsky, de l'Institut National des Arts et des Lettres, le National Endowment for the Arts et le New York State Council on the Arts. Il est le Professeur Émérite de la Composition Musicale Fritz Reiner à l'Université Columbia (où il est également Directeur du Centre pour la bourse des arts Chine-États-Unis), et membre de l'Académie Américaine et de l'Institut des Arts et des Lettres (1982).
Il a été compositeur en résidence à Tanglewood, Bennington et à l'Université de l'Illinois. Ses messages dans les organismes de musique inclus la présidence de CRI et le président du comité de Rédaction de la Musique Asiatique. Il est également membre honoraire à vie de la Ligue des compositeurs asiatiques. D'autres organismes de musique contemporaine auxquels il est affilié incluent la Ligue ISCM, le Yaddo, l'Alliance des compositeurs américains, l'American Music Center et l'Association américaine de l'Université des compositeurs.

## Styles

### Débuts
Les premières œuvres de Chou Wen-chung partagent des caractéristiques communes, telles que l'utilisation de la poésie chinoise comme source d'inspiration et la citation directe de mélodies chinoises. Les compositions représentatives de cette période sont : Landscapes (1949), All in the Spring Wind (1952-1953), And the Fallen Petals (1954), et Willow Are New (1957).
Chou Wen-chung a cité une chanson folk traditionnelle  « Flower and Drum Song of Fengyang (zh) » dans Landscapes [Paysages] et cette pièce pour orchestre est inspirée par des poèmes qui évoquent les paysages et l'atmosphère de paysage d'une peinture chinoise. Ces poèmes « Sous la falaise, dans la baie », « La Tristesse de la Séparation » et « Traînée de lumière mourante » sont utilisés comme des sous-titres pour indiquer l'humeur de différentes sections dans Landscape.
Les érudits chinois, traditionnellement, inscrivent la poésie dans la peinture, et beaucoup des première compositions de Chou ont des inscriptions d'anciens poèmes Chinois. La poésie Chinoise a servi d'inspiration pour And the Fallen Petals, et All in the Spring Wind. Les deux œuvres sont basées sur le poème de Li Yu de la dynastie des Tang, intitulé « Yi Jiangnan – Réminiscence des territoires du Sud ». Peter Chang a affirmé que ces premiers œuvres, Chou a développé un mode de pensée musicale en termes de principes artistiques visuels et littéraires chinois, tels que l'accent est mis sur le contrôle du débit d'encre dans la calligraphie, la concision dans les peintures de paysage, la poésie dans la forme musicale et la représentation picturale des gestes du joueur de qin.

### Période de maturité
Au cours de cette période, la source d'inspiration de Chou Wen-chung provient de la philosophie du Livre des mutations, ou yi-King, dont le contenu dit-il représente « les éléments germinaux de tout ce qui se passe dans l'univers, y compris les phénomènes naturels, les affaires humaines, et les idées ». Basé sur le yin et le yang, les concepts présentés dans le Yi-King, Chou créé des modes variables – un système qui contient intervalles et hauteur et correspondent aux trigrammes et hexagrammes du Yi-King. Chou a appliqué et expérimenté les principes du l'Yi-King pour l'harmonie, la thématique, la texture et les structures rythmiques
Dès la fin des années 1950, Chou Wen-chung commence à faire l'expérience des modes variables dans ses compositions. Jianjun He, les a classifié dans les œuvres de Chou Wen-chung, en deux catégories : compositions « pentatonique » ou « basé sur les modes variables ». La Plupart des premières œuvres de  Chou sont liées à l'échelle pentatonique et Chou puisait son inspiration dans les mélodies pentatoniques traditionnelles chinoises. La pièce Metaphor (1960) marque le début de la période lorsque Chou utilise la méthode composition des modes variables pour en régler l'organisation. Plus tard, Chou applique les modes à d'autres œuvres, telles que Cursive (1963), Pien (1966) et Yun (1969). Chou a déclaré que la structure de Pien est basé sur le concept d'équilibre des forces entre le positif et le négatif, comme indiqué dans le Yi-King.
L'idéogramme est un autre concept évolutif que Chou Wen-chung a expérimenté, tout en essayant une synthèse des éléments occidentaux et orientaux et rendre les sonorités chinoises à travers des instruments occidentaux.  Chou est un calligraphe accompli et après des années de pratique dans les différents styles et graphies des écrits calligraphiques chinois, Chou Wen-chung a commencé à voir les parallélismes entre l'art de la calligraphie et la musique.  Chou écrit : 

« L'écriture cursive représente l'essence de l'art de la calligraphie chinoise, comme son expressivité dépend uniquement de l'écoulement spontanée mais contrôlée de l'encre qui passe à travers le pinceau – les coups, les projets non seulement des lignes fluides en interaction, mais aussi la densité, la texture et l'équilibre... Ces qualités, traduites en termes musicaux, se trouvent souvent dans la musique à vents et à cordes occidentale. »

Chou Wen-chung compare le débit d'encre du pinceau à la densité musicale et a expérimenté les idéogrammes de l'écriture de style cursif dans sa pièce Cursive en 1963.
Les œuvres ultérieures de Chou Wen-chung se sont déplacées vers l'abstraction, et il a en outre mis au point le mode variable, pour le rendre plus flexible. Ses compositions les plus représentatives sont Beijing in the Mist (1986), Echoes from the Gorge (1989), Windswept Peaks (1990), Concerto pour violoncelle et orchestre (1990), et Cloud (1996).